# Príncipe de Asturias (1794)
El Príncipe de Asturias fue un navío de línea de tres puentes y 112 cañones construido en Real Astillero de La Habana en 1794, según proyecto de Romero Landa y botado el 28 de enero de 1794. Se le llamó así en honor del primogénito de Carlos IV. Su nombre de advocación era Los Santos Reyes. Según los estándares británicos era un navío de primera clase. Su diseño corresponde a José Joaquín Romero y Fernández de Landa y su construcción se atribuye a Honorato Bouyon Suché.

## Construcción

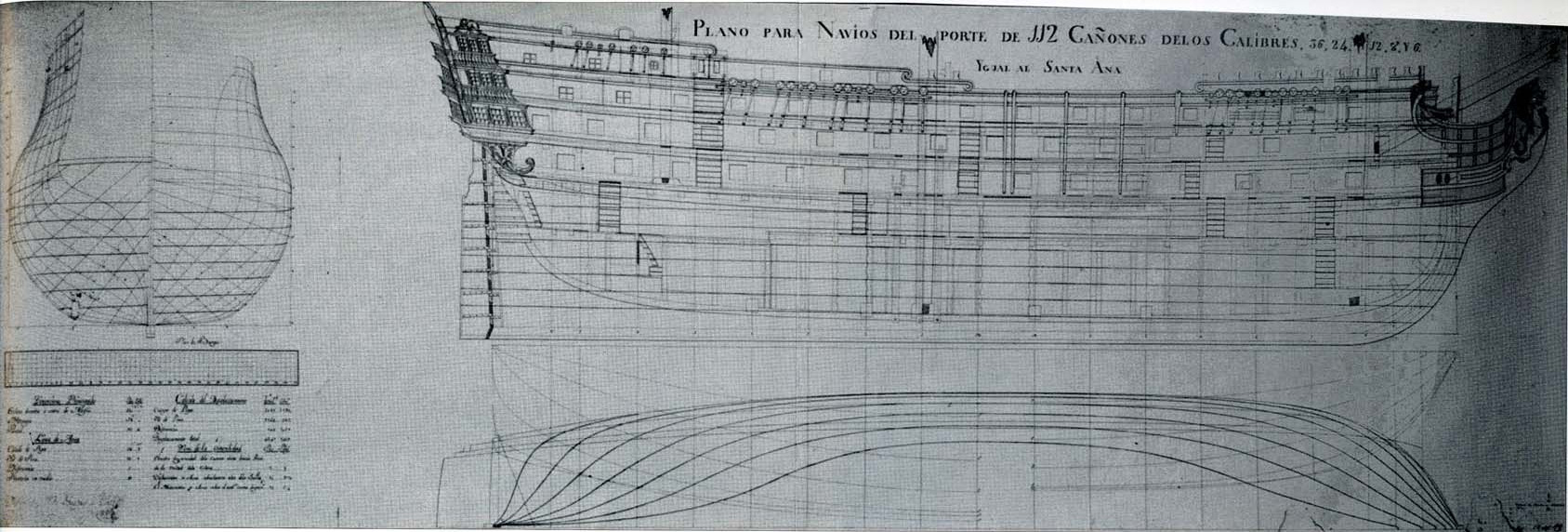
Plano para un navío de 112 cañones serie Santa Ana

Se construyó siguiendo el proyecto de los Santa Ana, siendo los siguientes ocho navíos pertenecientes a tal serie: Santa Ana, el primero y el que da nombre a la serie, Mejicano, Conde de Regla, Salvador del Mundo, Real Carlos, San Hermenegildo, Reina María Luisa y Príncipe de Asturias.
A su entrega contaba con 30 cañones de 36 libras en la primera batería, en la segunda batería 32 cañones de 24 libras, en la tercera batería 32 cañones de 12 libras, en el alcázar 12 cañones de 8 libras y finalmente en el castillo de proa 6 cañones de 8 libras. Sus dimensiones eran de una eslora de 210 pies de Burgos, una manga de 58 pies y un puntal de 27 pies y 6 pulgadas. Su peso era de 2453 toneladas. Su botadura y asignación puso fin a la serie de navíos de tres puentes que marcaron el cénit de la construcción naval española en barcos de madera. La decadencia que sufrió España a comienzos del siglo xix incidió notablemente en la construcción naval y nunca se volverían a botar en España navíos de tres puentes.

## Historial
El 17 de mayo de 1795 llegó a Cádiz junto con el San Pedro Apóstol después de escoltar un rico convoy.

### Cabo de San Vicente
En 1797, el navío pasó a ser mandado por el brigadier Antonio de Escaño, y formando escuadra bajo el mando del teniente general José de Córdova y Ramos sale con la misión de proteger un convoy.
Tras haber cumplido su objetivo, poco antes de su llegada a Cádiz fueron sorprendidos por un fuerte temporal y se dirigieron hacía San Vicente. Allí se encontraron el 14 de febrero con la escuadra desordenada y entablaron combate con la escuadra de Jervis en lo que se conoce como la batalla del Cabo de San Vicente. El enfrentamiento se saldó con derrota española y el Príncipe de Asturias tuvo 10 hombres muertos y 19 heridos.

### Trafalgar

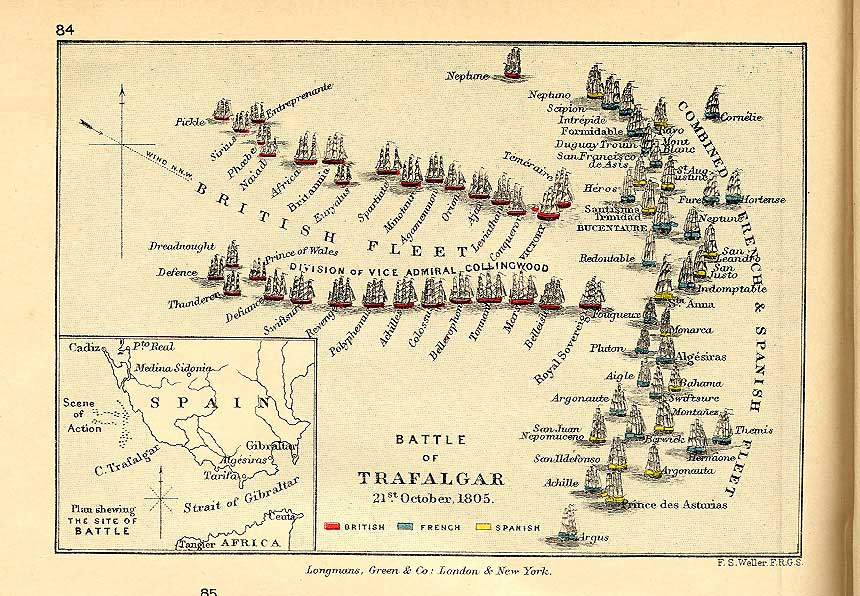
Orden de batalla en el combate de Trafalgar

En Trafalgar llevaba la insignia del teniente general Federico Gravina,  ayudado por el segundo jefe de la escuadra española y magnífico marino Antonio de Escaño y por el comandante Ángel Rafael de Hore. La división de Gravina fue la más castigada por el enemigo. El Príncipe de Asturias con hábiles maniobras y acertados disparos obligó a los navíos británicos a alejarse rápidamente para evitar ser desarbolados. El propio capitán Edward Codrington del Orion reconoció por escrito que el Príncipe de Asturias disparaba tantos cañonazos y tan bien dirigidos a la arboladura que era imposible acercarse a menos de 600 metros sin ser desarbolados. Durante el combate murieron 50 tripulantes y 110 fueron heridos, el propio Gravina fue herido en combate y muerto un año después a consecuencia de dichas heridas. El navío siendo remolcado, pudo regresar a Cádiz gracias al apoyo de otros buques como el San Justo.

### Guerra de la Independencia Española
Durante la Guerra de la Independencia participó como buque insignia en la captura de la Escuadrilla Rosily de los siguientes navíos franceses: Algesiras, Héros, Neptune, Pluton, Argonaute y la fragata Cornelie, siendo comandado por Juan Ruiz de Apodaca.
En septiembre de 1810 se trasladó a La Habana junto con el Santa Ana para estar más seguro durante la guerra contra los franceses. Chocó contra una roca y se hundió en 1814. El pecio se vendió para desguace en 1817 y se ordenó romper su casco en septiembre de 1820, aunque los restos todavía eran visibles frente a La Habana en 1834.